# 九天普化宫
39°55′27″N 116°26′42″E / 39.9240569°N 116.4449537°E
九天普化宫，俗称“九天宫”，位于北京市朝阳区朝阳门外大街北侧，是一座道教宫观。1986年4月，朝阳区人民政府为“九天普化宫”立有“北京市朝阳区文物保护单位”牌。2013年1月，朝阳区文化委员会为“九天普化宫”立有“北京市朝阳区普查登记文物”牌。

## 历史
九天普化宫西侧紧邻东岳庙，斜对面原来有朝阳门外大街南侧的慈尊寺（俗称“十八狱庙”）。根据记载，九天普化宫始建于明朝万历年间，主祀九天应元雷声普化天尊，属于私建。九天普化宫内古树茂密。山门匾额书有“敕建九天宫”。宫内原有北海天王殿、雷祖殿等50多间殿宇，供奉有真武大帝、雷公、电母等72尊神像。过去东岳庙最后一位道士傅洞奎回忆称，九天普化宫正殿雷祖殿内的塑像采用悬山塑，分为上下两层，相传仿唐代雕塑家杨惠的技法。雷祖殿内供奉明代铜铸真武大帝像，悬山的正中是九天应元雷声普化天尊。
九天应元雷声普化天尊，又稱雷祖，为道教雷神中的最高神靈。其来历说法不一。明朝小说《封神演义》称闻仲是九天应元雷声普化天尊，率雷部24位催云助雨护法天君。
雷祖被纳入官方祭祀，每年农历六月二十四日雷祖圣诞，朝廷派官员祭祀。《明史·礼志》载，“是日遣官诣显灵宫致祭”。道士念《玉枢宝经》，做道场。
九天普化宫的第一任住持是林永诚，生平不详，与东岳庙的道士是否有师承关系也不详。明朝和清朝，九天普化宫香火鼎盛，民间甚至盛传九天普化宫创建于唐朝，比东岳庙历史还久。中华民国时期，九天普化宫日渐衰败，住持白景春将九天普化宫的大部分房屋出租给小贩、劳工，自己住在东直门内药王庙。1940年代，九天普化宫已经因年久失修而十分破败，道士白贤珍一个人监管九天普化宫、东直门内药王庙、火神庙三座庙，大量无家可归的贫民在九天普化宫居住，九天普化宫已无力举办法事。
中华人民共和国成立后，九天普化宫先后被多个单位、民居占用，破坏非常严重。1952年，九天普化宫被东郊区人民政府用作粮食仓库，隶属民政局。同年7月，九天普化宫被移交房地产管理局。后来被北京市交电公司用作仓库，这时仅剩后殿。
1955年，东四区合作社为了完成购铜的任务，将九天普化宫雷祖殿内重5吨的明代铜铸真武大帝像当成废铜砸碎，装入麻袋，企图运到永定门仓库熔化。后来经过举报，文物组出面干涉，铜像残片才未被送去熔化，但如今这些残片早已下落不明。
2002年，经过中共朝阳区委、朝阳区人民政府协调，北京市交电公司腾退了九天普化宫，北京市文物局遂拨款修缮。朝阳区文化委员会在九天普化宫仅存的后殿门上悬挂蓝底金字的“敕建九天普化宫”牌匾，并且制作了说明牌，还将施工现场挖出的两通石碑归位。这两通石碑分别是清朝顺治四年（1647年）《敕修九天普化宫记》碑，清朝顺治五年（1648年）《御制玉枢宝经》碑。
此后，九天普化宫成为北京民俗博物馆（东岳庙）临时存放杂物的场所。2012年起，北京民俗博物馆（东岳庙）对九天普化宫进行了修缮。2014年8月30日，东岳美术馆在九天普化宫开馆，该美术馆是北京民俗博物馆（东岳庙）的一部分，主要举办展览及学术研究讲座。开馆后首个展览是爱尔兰艺术家Niamh在北京的首次个展。

## 建筑
如今，九天普化宫仅存后殿，其南侧和东侧都被高大的商业建筑遮挡，西侧为东岳庙。后殿面阔五间、宽22米，高10.6米，硬山卷棚顶，云纹斗拱，中间三间安有门，两梢间安有窗。殿前新建有月台，设台阶七步。2002年之后，朝阳区文化委员会在后殿明间外檐下悬挂蓝底金字的“敕建九天普化宫”横匾，并在明间的门上钉有一块说明牌，牌上文字为：

九天普化宫

九天普化宫建于明万历年间，清顺治四年（1647）敕建，原庙占地十八亩二分七厘，殿宇五十二间半。主祀九天普化天尊，又称雷祖天尊，总管雷霆都府，执掌五雷（天雷、地雷、水雷、神雷、社雷），为道教雷部诸神中的最高天神，有《九天应元雷声普化天尊玉枢宝经》流传于世。

庙内原有明代铜质雷祖像等七十二尊，其中木雕像十一尊，其余均为泥像，铸造精湛，神态逼真，堪称道教艺术珍品。（现暂未开放）

后殿前东西两侧分别立有一通石碑。立于东侧的是清朝顺治四年所立《敕修九天普化宫碑记》，其基座已经被新修的月台掩盖于地下，碑身破损多处，总体保存完好。立于西侧的是2004年8月拆迁改造时出土的《御制玉枢宝经》碑。
- 《敕修九天普化宫碑记》：碑额阳面书有“敕建九天普化宫碑记”，阴面书有“九天圣会”，可见该碑是民间香会——九天圣会捐立。碑身上的碑文已漫漶不清，落款时间为“大清顺治四年岁在丁亥”。[1][2]
- 《御制玉枢宝经》碑：碑额阳面行书“玉枢宝经”。碑身双面刻字。碑文分为三部分：起首的第一部分是顺治帝御书序，介绍九天应元雷声普化天尊的职守、诵读玉枢宝经的益处、刊刻经文的目的；第二部分为诵经的科仪，“凡诵经者切须斋戒，严整衣冠，澄心定气，叩曷演音，然后朗诵，慎勿轻慢，交谈接洽，务在端肃念念，无违随愿，祷祝自然感应”，随后为开坛前念诵的八大神咒：“净心神咒”、“净口神咒”、“净身神咒”、“安土地神”、“净天地”、“解秽咒”、“祝香咒”、“金光神咒”、“开经玄蕴咒”；最后是第三部分即《九天应元雷声普化天尊玉枢宝经》全文，内容是普化天尊向雷师皓翁讲道，重点讲道教中的“至道”和“气数”。根据内容可见，该碑属于刻经碑。[1][2]